# 코스타리카 프리메라 디비시온

코스타리카 프리메라 디비시온(Costa Rican Primera División)은 코스타리카 FPD라고도 불리는 코스타리카의 최상위 축구 리그이다.

## 2024-2025 시즌 클럽팀
- 데포르티보 사프리사
- 무니시팔 그레시아
- 스포르팅 FC
- 푼타래나스 FC
- AD 과나카스테카
- AD 무니시팔 리베리아
- AD 무니시팔 페레즈 젤레돈
- AD 산 카를로스
- AD 산토스
- CS 에레디아노
- CS 카르타히네스
- LD 알라후엘렌세